# Замак Лублин
Замак Лублин (пољ. Zamek Lubelski) је средњовековни замак у Лублину, у Пољској, поред Старог града и близу центра града. То је једна од најстаријих сачуваних краљевских резиденција у Пољској, коју је првобитно основао високи војвода Казимир II Праведни. Њен савремени изглед у неоготичком стилу углавном је последица реконструкције предузете у 19. веку.

## Историја
Брдо на којем се налази је првобитно утврђено земљаним зидом ојачаним дрветом у 12. веку. У првој половини 13. века изграђена је камена кула. Она и даље постоји и највиша је грађевина замка, као и најстарија стојећа грађевина у граду. У 14. веку, за време владавине Казимира III Великог, замак је обновљен каменим зидовима. Вероватно у исто време, капела Светог Тројства замка изграђена је као краљевска капела.
У првим деценијама 15. века, краљ Владислав II Јагело наручио је сет фресака за капелу. Завршене су 1418. године и сачуване су до данас. Уметник је био Русин, мајстор Андреј, који је потписао свој рад на једном од зидова. Због свог јединственог стила, мешавине западних и источноправославних утицаја, међународно су признате као важан историјски споменик.
Под владавином династије Јагелони, замак је уживао краљевску наклоност и честе боравке чланова краљевске породице. Синови краља Казимира IV Јагелонца одрасли су у замку под туторством Јана Длугоша. У 16. веку је обновљен у грандиозним размерама, под руководством италијанских мајстора доведених из Кракова. Најзначајнији догађај у историји замка био је потписивање Лублинске уније 1569. године, оснивачког акта Пољско-литванског комонвелта.
Као последица ратова у 17. веку (Потоп), замак је пропао. Само најстарији делови, кула и капела, остали су нетакнути. Након што је Лублин пао под руску власт након територијалног споразума Бечког конгреса 1815. године, влада Пољског конгреса, на иницијативу Станислава Сташица, спровела је комплетну реконструкцију замка између 1826. и 1828. године. Нове зграде су биле у енглеском неоготичком стилу, потпуно другачијем од структура које су замениле, а њихова нова намена била је смештај кривичног затвора. Само су кула и капела сачувани у свом првобитном стању.
Замак је био затвор наредних 128 година: као царски затвор од 1831. до 1915. године, у независној Пољској од 1918. до 1939. године, и најозлоглашеније током нацистичке немачке окупације од 1939. до 1944. године. Под царском Русијом, међу затвореницима су били и пољски чланови отпора, а један од најзначајнијих био је писац Болеслав Прус. Када је кроз њега прошло између 40.000 и 80.000 затвореника, од којих су многи били пољски борци отпора и Јевреји. Током Другог светског рата, Замкова капела је била локација немачког суда. Многи затвореници су послати из замка у концентрационе логоре, укључујући и оближњи Мајданек. Непосредно пре повлачења 22. јула 1944. године, СС и немачки затворски службеници масакрирали су преко 300 преосталих затвореника [пл]. Након 1944. године, замак је наставио да служи као затвор совјетске тајне полиције, а касније и совјетски инсталираног комунистичког режима Пољске, и до 1954. године кроз њега је прошло око 35.000 Пољака који су се борили против нове комунистичке власти (посебно „проклетих војника“), од којих је 333 погинуло.
Године 1954. затвор у замку је затворен. Након реконструкције и реновирања, од 1957. године је главно место Националног музеја.

## Галерија
- Замак 1826. године
- Главна улазна капија неоготског дела зграде
- Кула и капела Светог Тројства виђене из дворишта замка
- Двориште замка